# Chinameca (Salvador)
 (juillet 2025).
Si vous disposez d'ouvrages ou d'articles de référence ou si vous connaissez des sites web de qualité traitant du thème abordé ici, merci de compléter l'article en donnant les références utiles à sa vérifiabilité et en les liant à la section « Notes et références ».
Ne doit pas être confondu avec San Francisco Chinameca.
Chinameca est une localité du département de San Miguel au Salvador. Dans son territoire communal se trouve le volcan Chinameca.

## Toponymie
D'origine nahuatl, Chinameca signifie « lieu des chinamas », c'est-à-dire « la ville », une étymologie qui explique sa grande importance à l'époque des Gentils. Ce toponyme vient en fait des racines chinamet, chinamit, chinamas, ranchos, rancherías et ea, suffixe locatif. Son nom original est « Yusique », conservé toujours par l'un de ses quartiers.

## Histoire
La conquête de Chinameca et des peuples indigènes environnants a été réalisée par des colons de la ville de San Salvador, au début de 1529. En 1549, Chinameca compte environ 600 habitants. En 1740, San Juan Chinameca comptait 28 Indiens tributaires ou chefs de famille, soit environ 140 habitants, selon le maire de San Salvador, Don Manuel de Gálvez Corral. En 1770, cette ville apparaît comme une annexe à la paroisse d'Usulután et avec une population de 252 personnes réparties en 40 familles. En 1786, Chinameca entra, comme village du district de San Miguel, dans la municipalité de San Salvador.

### Histoire fédérale
Le 7 août 1845, le général Gerardo Barrios, compte tenu du fait que le général hondurien Santos Guardiola avait l'intention d'attaquer la forteresse de San Miguel, avec des forces bien supérieures aux siennes, choisit d'évacuer et de se retrancher à Chinameca. Par la loi du 13 mars 1847, il est ordonné que le siège du district judiciaire de Chinameca soit déplacé dans la ville de Jucuapa, mais il est déplacé à nouveau à Chinameca par la loi du 13 mars 1848, vu l'absence dans cette ville de prisons pour la garde des prisonniers. Insatisfaite de cette décision, Jucuapa cherche à obtenir à nouveau la tête du district judiciaire de Chinameca, ce qui est finalement consenti par l'accord exécutif du 5 décembre 1852 et approuvé par les Chambres législatives le 20 février 1853.

### Événements ultérieurs
Lors de la création du département de San Miguel par la loi constitutionnelle du 12 juin 1824, la ville de Chinameca est incorporée à cette unité de la première division administrative républicaine du Salvador. Par la loi du 5 mars 1827, le parti ou district Chinameca est créé, démembrant son territoire du district de San Miguel, composé des villes de Lolotique, Jucuapa, Tecapa (aujourd'hui Alegría), Zapotitán, Estanzuelas et San Buenaventura. Le 6 août 1828, le brigadier Don Manuel de Arzú occupe la place de Chinameca avec 1 500 soldats fédéraux et charge le colonel Don Vicente Domínguez de poursuivre le général Don Francisco Morazán, tandis que celui-ci s'installait à San Miguel. Le même mois et la même année, Arzú revient occuper cette ville.
Par la loi du 22 juin 1865, l'ancien et vaste département de San Miguel est divisé en trois : ceux de San Miguel, La Unión et Usulután. Ce dernier était subdivisé en deux districts, ceux d'Usulután et de Chinameca, avec les villes d'Usulután et de Chinameca comme chefs-lieux respectifs en matières gouvernementale et économique. La ville de Jucuapa demeure chef-lieu en matières électorale et judiciaire pour ces deux districts. Les rivalités entre Chinameca et Jucuapa sont partiellement éliminées par la loi du 4 février 1867, qui divise le district de Chinameca en deux : celui du même nom, composé des villes de Chinameca, Nueva Guadalupe, Saint Bonaventure et Lolotique ainsi que celui de Jucuapa, composé des villes de Jucuapa, El Triunfo, Tecapa (aujourd'hui Alegría), Tecapán et Estanzuelas.

### Constitution en municipalité
Dès la seconde moitié du 19e siècle, Chinameca est l'une des villes les plus importantes de la République. Située dans la vallée formée par les collines Las Mesas et El Boquerón, elle est divisée en quatre quartiers de Ladinos, appelés San Juan, Dolores, San Sebastián et Sangre de Cristo, et un autre de peuples indigènes, Yusique. De son territoire et ses habitants originent « des avancées et progrès civilisationnels, sociaux et matériels ». Des établissements d'enseignement pour les jeunes des deux sexes y sont d'ailleurs créés, l'augmentation de l'agriculture et du commerce constatée et la conception de travaux ornementaux publics et privés. 
Compte tenu de tout cela, le pouvoir législatif, sous l'administration du maréchal Don Santiago González, a publié, le 2 mars 1874, le décret par lequel cette ville a reçu le titre de ville. Par la loi du 14 juillet 1875, avec les partis de Gotera et Ozicala, démembrés de l'ancien département de San Miguel, le nouveau département de Gotera (aujourd'hui Morazán) fut formé. Comme le département de tutelle était, en vertu de cette disposition, réduit uniquement au district de San Miguel, par la même loi le district de Chinameca, qui appartenait au département d'Usulután, y fut annexé, à l'exception de la municipalité de San Buenaventura. qui a été incorporé dans le de Jucuapa. Le district de Chinameca, à la suite de cette loi, a été formé comme suit : la ville de Chinameca, la ville de Sesori et les villes de Nueva Guadalupe, Lolotique, San Luis de la Reina, Nuevo Edén de San Juan, Belén, San Antonio et Carolina. . . En 1880, la ville de San Rafael fut fondée dans cette commune. En 1890, la ville de Chinameca comptait 8 460 habitants.

## Séismes
Au cours de son histoire, Chinameca subit, à plusieurs reprises, les conséquences de l'activité d'un épicentre ou foyer sismique situé à proximité, sur la colline Limbo. Trois séismes sont particulièrement désastreux : deux au 19e siècle, en 1872 et en 1878 et l'un le 6 mai 1951 qui ne fait de la ville que des amas de décombres et cause plusieurs morts et blessés. S'ensuit par ailleurs un décret législatif, le 5 juin 1951, permettant la création d'une nouvelle ville issue de la fusion de celles détruites. Après encore plusieurs décennies, aucun autre tremblement de terre d'importance n’est enregistré.

## Quartiers
Chinameca compte les quartiers suivants :
- Quartier San Juan : partie haute de Chinameca,
- Quartier Yusique : partie haute de Chinameca toujours vers le sud
- Quartier El Calvario : partie basse
- Quartier El Centro
- Quartier Nueva España
- Quartier Dolores : partie basse